# 凯特琳·奥康奈尔
凯特琳·奥康奈尔（英語：Caitlin Elizabeth O'Connell-Rodwell）是一位美国动物行为学家，现为斯坦福医学院教师，主要科普作品有《大象的政治——分层社会中的奋斗》（Elephant don: the politics of a pachyderm posse）等。

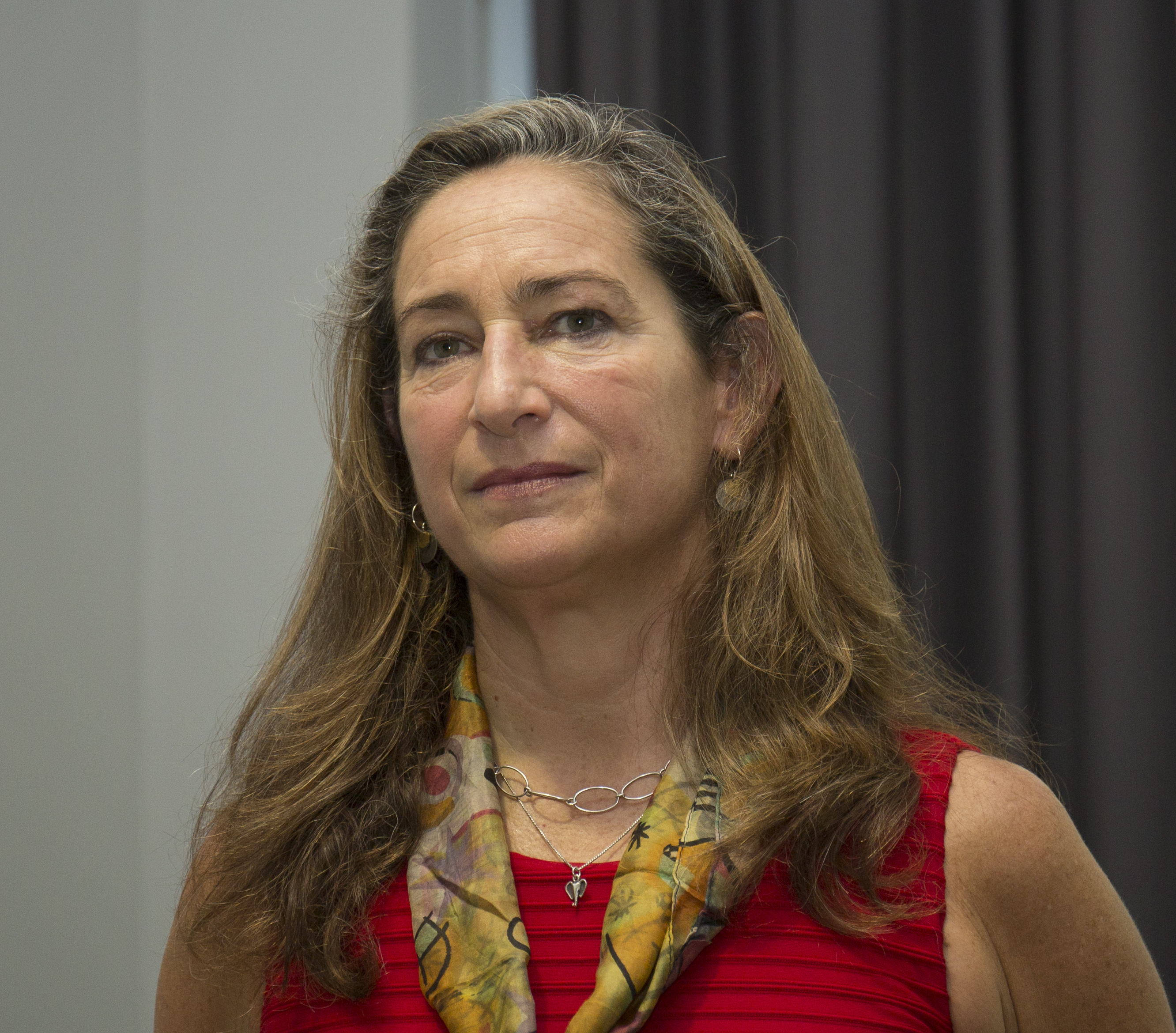
2018年在一场演讲中的凯特琳·奥康奈尔